# Marco Vicario
Marco Vicario, nato Renato Vicario (Roma, 20 settembre 1925 – Roma, 10 settembre 2020), è stato un attore, regista, sceneggiatore e produttore cinematografico italiano.

## Biografia
Figlio di Dante Vicario ed Elvira Moretti, durante gli studi universitari alla facoltà di ingegneria frequentò anche i corsi di recitazione del Centro sperimentale di cinematografia di Roma, dove si diplomò nel 1949. Debuttò nel cinema l'anno successivo, cambiando il nome di battesimo da Renato a Marco, per evitare di essere confuso con un omonimo attore di fotoromanzi.
Biondo e di gradevole aspetto fisico, anche se non molto fotogenico, nei primi anni cinquanta prese parte a numerose pellicole, perlopiù di genere avventuroso e melodrammatico, senza mostrare particolari doti nella recitazione, pur se spigliato e misurato. Ben presto abbandonò l'attività di attore per intraprendere quella di produttore: numerosi i film realizzati tra il 1960 e il 1988 dalla Atlantica Film, la casa di produzione da lui fondata.
Nel 1959 decise di passare dietro la macchina da presa scrivendo, producendo, dirigendo e distribuendo molti titoli di successo.
Come regista, produttore, sceneggiatore e distributore realizzò film di una certa notorietà, tra cui 7 uomini d'oro (che gli valse il Nastro d'argento al miglior produttore, nel 1966), il suo sequel Il grande colpo dei 7 uomini d'oro, Paolo il caldo, Homo Eroticus, Mogliamante e Il cappotto di Astrakan.

## Vita privata
Fu sposato con l'attrice Rossana Podestà, da cui ebbe i figli Stefano Vicario e Francesco Vicario, entrambi registi. Francesco lo rese nonno dell'attrice e cantautrice Margherita Vicario.
Nel 1985 la nuova compagna Patrizia Castaldi gli dette un terzo figlio, Matteo Vicario. L'anno successivo Marco e Patrizia si sposarono.

## Filmografia

### Attore
- Il castello (1948)
- Cavalcata d'eroi, regia di Mario Costa (1950)
- L'eterna catena (1951)
- Roma ore 11 (1951)
- Operazione Mitra, regia di Giorgio Cristallini (1951)
- Amo un assassino, regia di Baccio Bandini (1951)
- Ragazze da marito (1952)
- La storia del fornaretto di Venezia (1952)
- Redenzione (1952)
- Addio, figlio mio! di Giuseppe Guarino (1952)
- Canzoni di mezzo secolo (1952)
- Rivalità (1953)
- Soli per le strade (1953)
- Madonna delle rose (1953)
- Vacanze a Villa Igea (1954)
- Canzoni di tutta Italia (1955)
- Non scherzare con le donne (1955)
- Saranno uomini (1955)
- Giovane canaglia, regia di Giuseppe Vari (1958)

### Regista
- Le ore nude (1964)
- Il pelo nel mondo, co-regia con Antonio Margheriti (1964), firmato con lo pseudonimo Renato Marvi
- 7 uomini d'oro (1965)
- Il grande colpo dei 7 uomini d'oro (1965)
- Homo Eroticus (1971)
- Il prete sposato (1971)
- Paolo il caldo (1973)
- L'erotomane (1974)
- Mogliamante (1977)
- Il cappotto di Astrakan (1979)
- Scusa se è poco (1982)

### Sceneggiatore
- Il prete sposato (1971)

### Produttore
- La vergine di Norimberga (1963)
- Sette volte sette (1968)